# Смеј (Арђеш)
Смеј (рум. Smei) насеље је у Румунији у округу Арђеш у општини Костешти. Oпштина се налази на надморској висини од 289 m.

## Становништво
Према подацима из 2002. године у насељу је живело 170 становника, од којих су сви румунске националности.